# Praia Clube (piłka siatkowa kobiet)

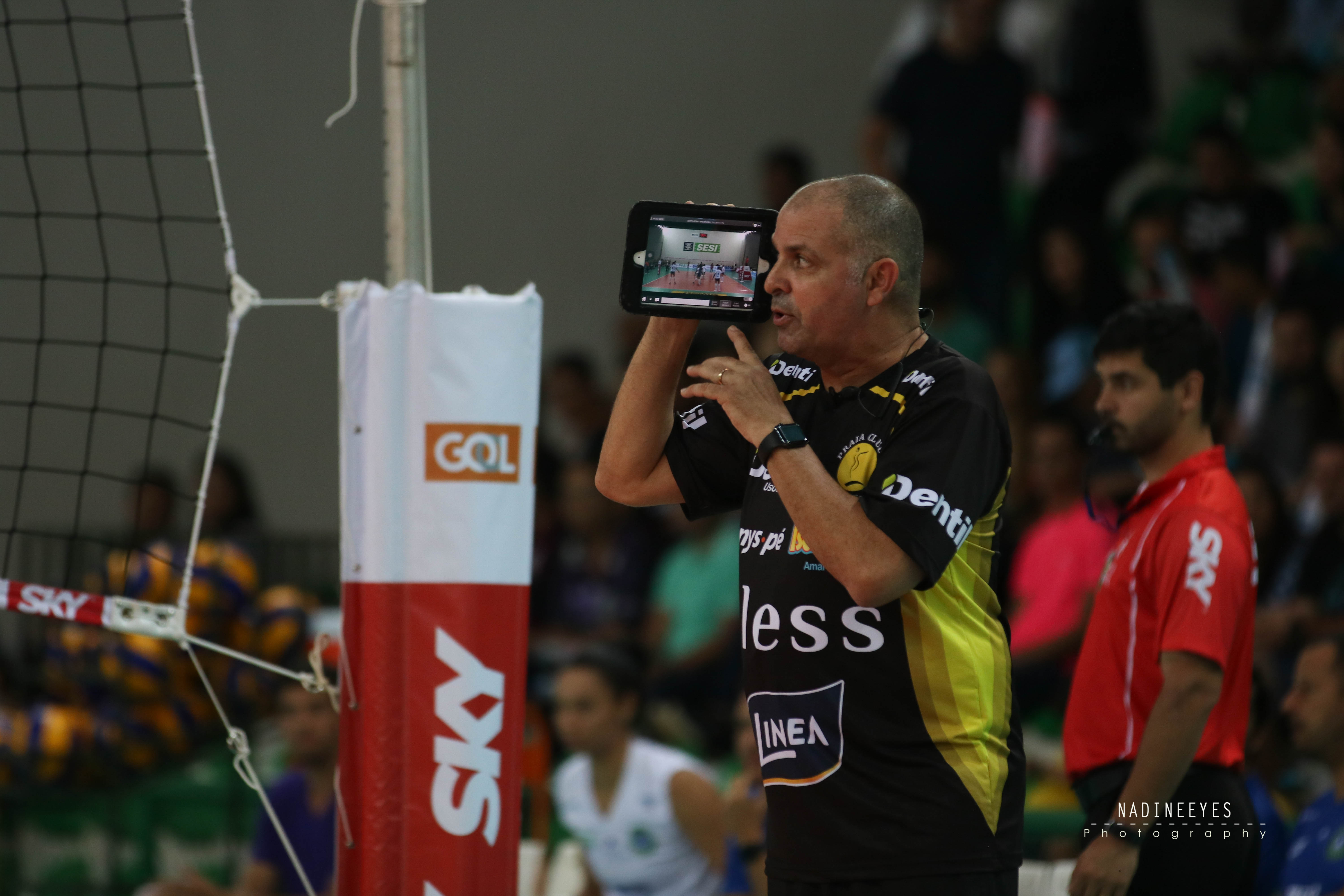
Paulo Barros Júnior trenerem Praia Clube od sezonu 2017/2018

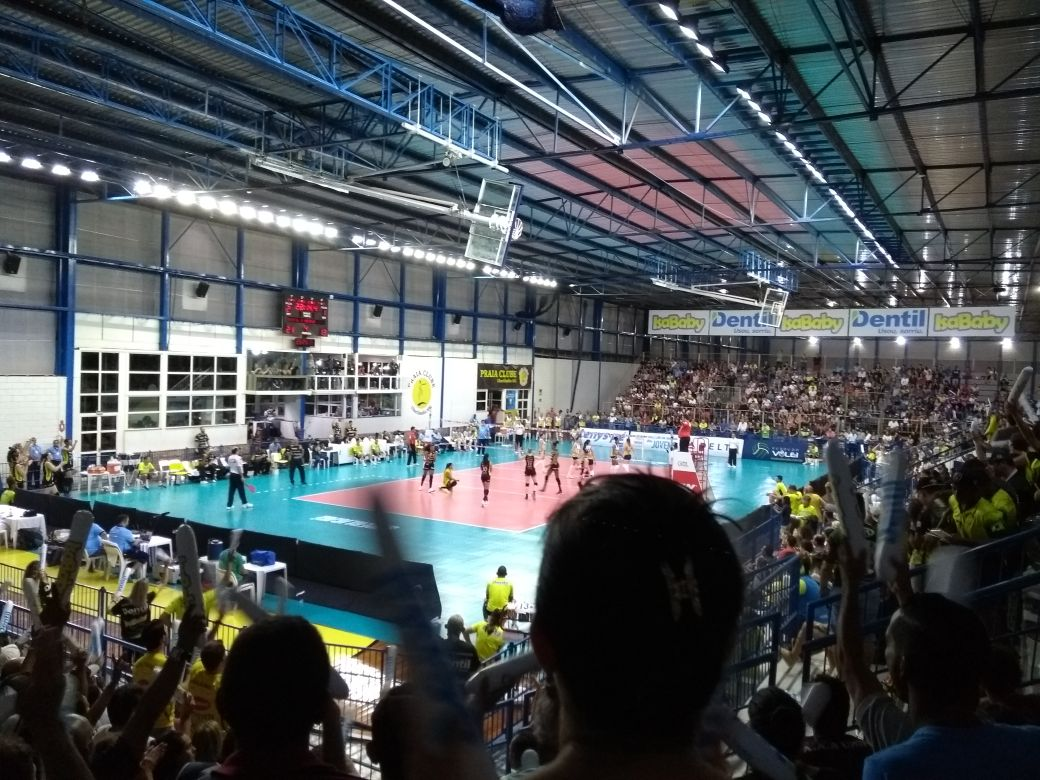
W Arenie Praia zawodniczki klubu grają domowe mecze

Praia Clube – żeński klub piłki siatkowej z Brazylii. Został założony w 1982 roku z siedzibą w mieście Uberlândia.

## Historia

### Chronologia nazw sponsorskich
- 2005-2009 Praia Clube/Futel
- 2009-2014 Banana Boat/Praia Clube
- 2014- Dentil/Praia Clube

## Sukcesy
Mistrzostwo Brazylii:
- 2018, 2023[1]
- 2016, 2019, 2021, 2022[2], 2024[3]
- 2017

Klubowe Mistrzostwa Ameryki Południowej:
- 2021, 2023[4], 2025[5]
- 2017, 2019, 2020, 2022[6], 2024[7]

Superpuchar Brazylii:
- 2018, 2019, 2020, 2021

Puchar Brazylii:
- 2024[8]

## Kadra

### Sezon 2023/2024[9]
- 2.  Natália Araújo
- 3.  Dobriana Rabadżiewa
- 4.  Cláudia Bueno da Silva
- 5.  Adenizia Ferreira da Silva
- 7.  Sofja Kuzniecowa
- 8.  Naiane Rios
- 9.  Gabriela Martins
- 10.  Tainara Santos
- 13.  Kasiely Clemente
- 14.  Lorena Viezel
- 15.  Monique Pavão
- 16.  Priscila Souza
- 17.  Suelen Pinto
- 18.  Milka Marcília
- 20.  Milla Camurça

### Sezon 2022/2023
- 2.  Brayelin Martínez
- 3.  Jineiry Martínez
- 4.  Cláudia Bueno da Silva
- 7.  Jordane Tolentino
- 9.  Angélica Malinverno
- 10.  Tainara Santos
- 11.  Anne Buijs
- 12.  Ariane Pinto
- 13.  Kasiely Clemente
- 14.  Juliana Perdigão
- 15.  Ana Carolina da Silva
- 16.  Vanessa Janke
- 17.  Suelen Pinto
- 18.  Letícia Hage
- 19.  Lyara Medeiros

### Sezon 2021/2022
- 1.  Walewska Moreira de Oliveira
- 2.  Brayelin Martínez
- 3.  Jineiry Martínez
- 4.  Cláudia Bueno da Silva
- 7.  Jordane Tolentino
- 9.  Angélica Malinverno
- 10.  Tainara Santos
- 11.  Anne Buijs
- 12.  Ariane Pinto
- 13.  Kasiely Clemente
- 14.  Juliana Perdigão
- 15.  Ana Carolina da Silva
- 16.  Vanessa Janke
- 17.  Suelen Pinto
- 19.  Lyara Medeiros

### Sezon 2020/2021
- 1.  Walewska Moreira de Oliveira
- 2.  Brayelin Martínez
- 3.  Jineiry Martínez
- 4.  Cláudia Bueno da Silva
- 6.  Monique Pavão
- 7.  Mariana Costa
- 9.  Angélica Malinverno
- 10.  Michelle Pavão
- 11.  Anne Buijs
- 12.  Laís Zurli Bittencourt Vasques
- 15.  Ana Carolina da Silva
- 16.  Fernanda Garay
- 17.  Suelen Pinto
- 19.  Lyara Medeiros

### Sezon 2019/2020
- 1.  Walewska Moreira de Oliveira
- 2.  Brayelin Martínez
- 4.  Cláudia Bueno da Silva
- 5.  Priscila Daroit
- 9.  Angélica Malinverno
- 10.  Michelle Pavão
- 11.  Nicole Fawcett
- 12.  Laís Zurli Bittencourt Vasques
- 13.  Francynne Jacintho
- 14.  Ananda Cristina Marinho
- 15.  Ana Carolina da Silva
- 16.  Fernanda Garay
- 17.  Suelen Pinto
- 19.  Vivian Lima
- 20.  Monique Pavão

### Sezon 2018/2019
- 1.  Fabiana Claudino
- 3.  Carli Lloyd
- 7.  Ellen Braga
- 8.  Ana Paula Borgo
- 9.  Rosamaria Montibeller
- 10.  Michelle Pavão
- 11.  Nicole Fawcett

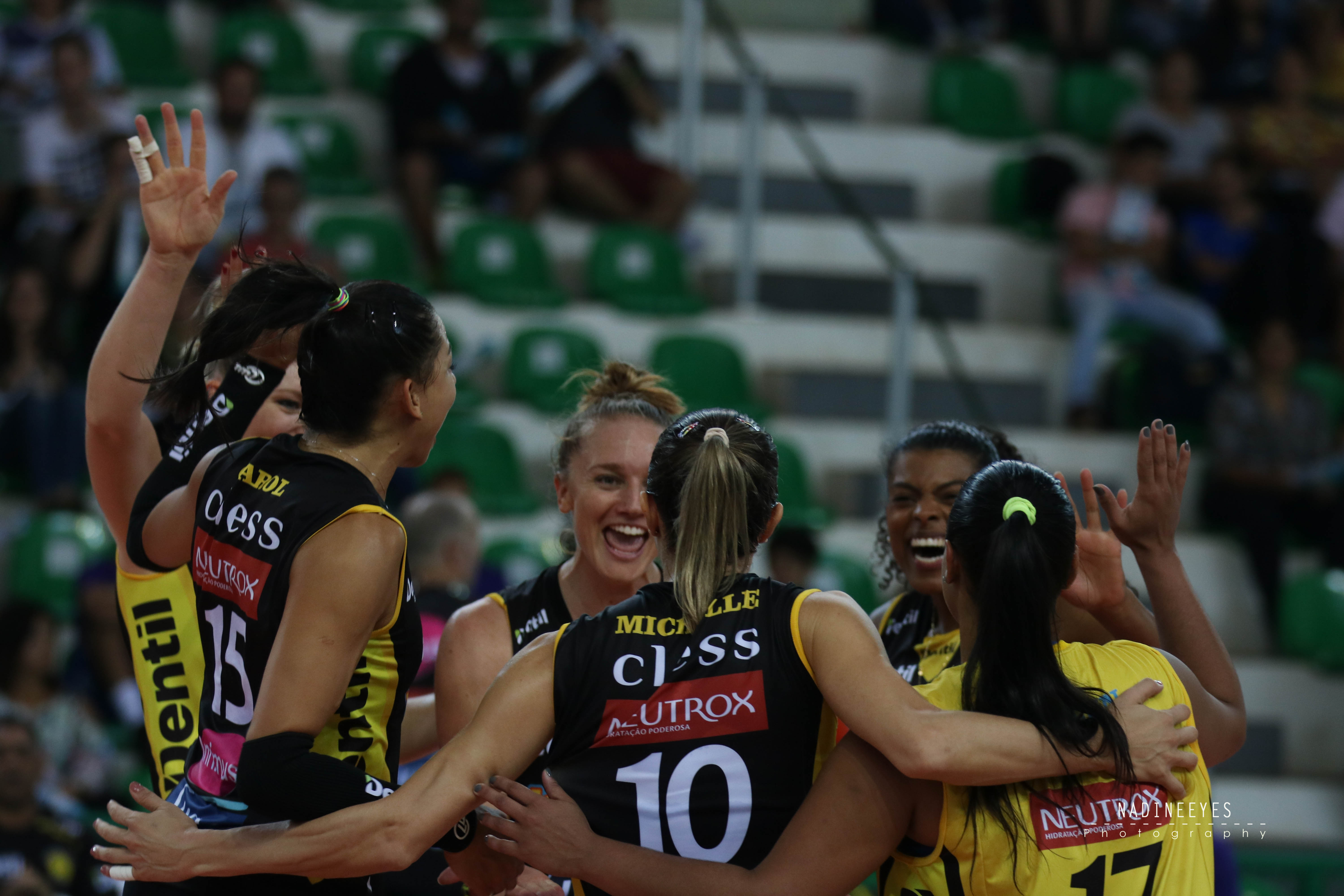
Zawodniczki Praia Clube w sezonie 2018/2019

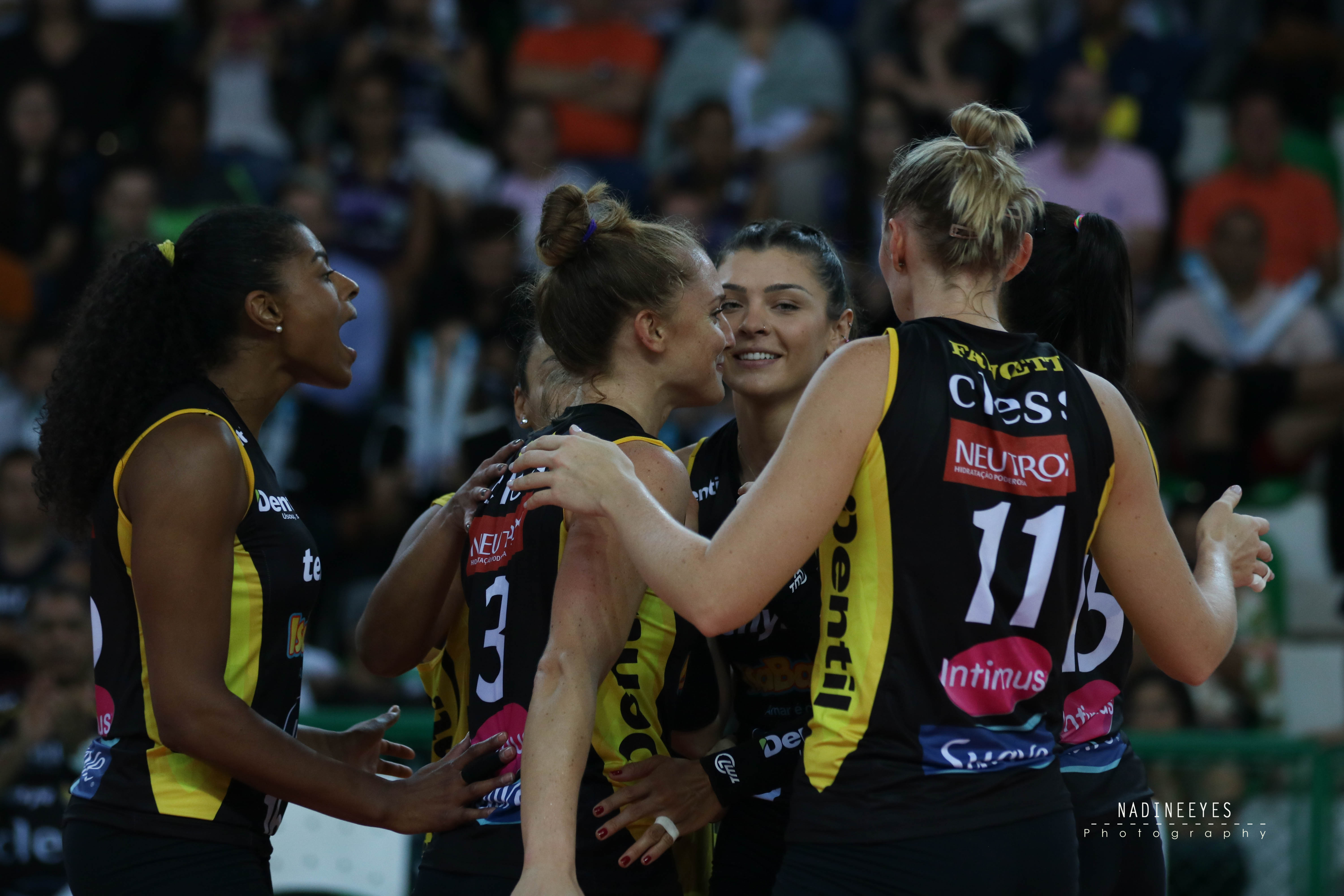
Zawodniczki Praia Clube w sezonie 2018/2019

- 12.  Laís Zurli Bittencourt Vasques
- 13.  Francynne Jacintho
- 14.  Ananda Cristina Marinho
- 15.  Ana Carolina da Silva
- 16.  Fernanda Garay
- 17.  Suelen Pinto
- 18.  Gabriella Rocha
- 20.  Bruna Caixeta Costa

### Sezon 2017/2018

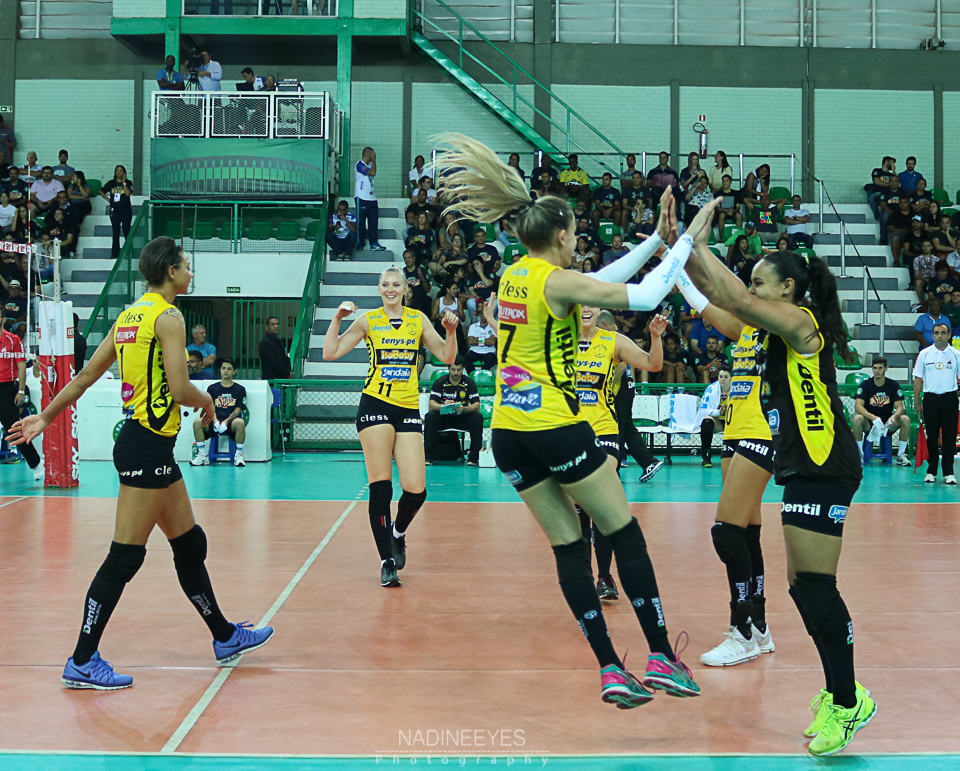
Zawodniczki Praia Clube w sezonie 2017/2018

- 1.  Walewska Moreira de Oliveira
- 2.  Fabiana Claudino
- 4.  Cláudia Bueno da Silva
- 6.  Andréia Laurence
- 7.  Ellen Braga
- 10.  Amanda Campos Francisco
- 11.  Nicole Fawcett
- 12.  Laís Zurli Bittencourt Vasques
- 13.  Carla Santos
- 14.  Ananda Cristina Marinho
- 15.  Natasha Farinea
- 16.  Fernanda Garay
- 17.  Suelen Pinto

### Sezon 2016/2017

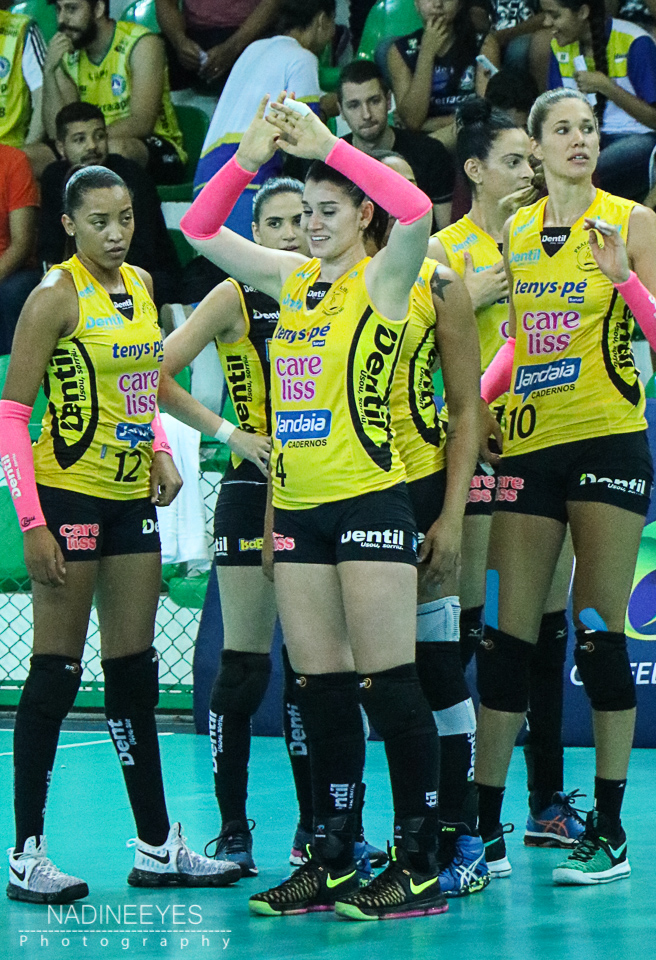
Zawodniczki Praia Clube w sezonie 2016/2017

- 1.  Walewska Moreira de Oliveira
- 2.  Fabiana Claudino
- 4.  Cláudia Bueno da Silva
- 6.  Daimí Ramírez Echevarría
- 7.  Ellen Braga
- 8.  Juliana Carrijo
- 9.  Tássia Silva
- 10.  Alexandra Klineman
- 11.  Mariana Galón
- 12.  Maria Luísa Oliveira
- 13.  Carla Santos
- 15.  Natasha Farinea
- 16.  Michelle Pavão

### Sezon 2015/2016
- 1.  Walewska Moreira de Oliveira
- 2.  Francine Tomazoni
- 4.  Cláudia Bueno da Silva
- 6.  Daimí Ramírez Echevarría
- 7.  Priscila Daroit
- 8.  Juliana Carrijo
- 9.  Tássia Silva
- 10.  Alexandra Klineman
- 12.  Maria Luísa Oliveira
- 14.  Renata Maggioni
- 15.  Natasha Farinea
- 16.  Michelle Pavão
- 17.  Juliana Costa
- 18.  Ednéia Anjos de Souza

### Sezon 2014/2015
- 1.  Daimí Ramírez Echevarría
- 2.  Letícia Hage
- 3.  Natalia Martins
- 5.  Isabela Paquiardi
- 6.  Aline Cristina Santos da Silva
- 7.  Karine Guerra de Souza
- 8.  Juliana Carrijo
- 9.  Tássia Silva
- 10.  Sassá
- 12.  Bailey Webster
- 15.  Natasha Farinea
- 16.  Tandara Caixeta
- 17.  Juliana Costa

### Sezon 2013/2014
- 2.  Letícia Hage
- 3.  Natalia Martins
- 5.  Isabela Paquiardi
- 6.  Aline Cristina Santos da Silva
- 7.  Marianne Steinbrecher
- 8.  Juliana Carrijo
- 9.  Mayhara Francini da Silva
- 10.  Kimberly Glass
- 11.  Camila Torquete
- 12.  Yusleinis Herrera
- 15.  Monique Pavão
- 16.  Michelle Pavão
- 17.  Tássia Silva

### Sezon 2012/2013
- 1.  Nicole Silva
- 2.  Letícia Hage
- 5.  Arlene Xavier
- 6.  Dayse Figueiredo
- 7.  Mayhara Francini da Silva
- 8.  Juliana Carrijo
- 9.  Angélica Malinverno
- 10.  Sara Carneiro Caixeta
- 11.  Camila Torquete
- 12.  Yusleinis Herrera
- 14.  Camilla Adão
- 15.  Monique Pavão
- 16.  Michelle Pavão
- 17.  Danielle Scott-Arruda